# Barichneumon procerus
Barichneumon procerus là một loài tò vò trong họ Ichneumonidae.